# إبين إميل
إبِن إميل هي قرية في منطقة فالونيا وناحية تابعة لبلدية باسنج، تقع في مقاطعة لياج، بلجيكا.
تقع القرية على الجانب الناطق بالفرنسية من الحدود اللغوية، بجوار كانه على الجانب الفلمنكي وليست بعيدة عن الحدود مع هولندا بالقرب من ماستريخت. تقع على ارتفاع 70 م (230 قدمًا) فوق مستوى سطح البحر.
حتى عام 1963، كانت إبن-إميل تابعة لمقاطعة ليمبورغ الناطقة باللغة الهولندية، ولكن عندما تأسسّت الحدود اللغوية، نُقلّت تبعيتها إلى مقاطعة لياج في فالونيا. وقد كانت بلدية في حد ذاتها قبل اندماج البلديات في 1977.
خلال الحرب العالمية الثانية استولى المظليون الألمان على حصن إبن إميل الموجود في القرية خلال معركة للاستيلاء على الجسور المقامة على الحدود البلجيكية الهولندية ضمن خطة غزو بلجيكا.